# Frydek (Texas)
Frydek (/ˈfraɪdək/ FRYE-dək) è una comunità non incorporata degli Stati Uniti d'America della contea di Austin nello Stato del Texas.